# Mina Romana da Cavandela
A Mina Romana da Cavandela é um sítio arqueológico correspondente a um mina da época romana, situada no Município de Castro Verde, na região do Baixo Alentejo, em Portugal.

## Descrição e história
No local situado a Oeste do vértice geodésico, conhecido como Cova dos Mouros, foram descobertos vários vestígios de mineração, como cortas e escórias, e restos de grandes orifícios e cortes profundos no afloramento rochoso. À superfíce encontra-se uma depressão, que poderá ser o vestígio de um antigo chapéu de ferro explorado pelos romanos, uma vez que no local foram descobertas algumas moedas daquele período. A mina foi novamente explorada no século XX.
A cerca de 330 m de distância no sentido Sudeste situam-se duas valas abertas no sentido da vertente, cuja tipologia corresponde a uma das soluções utilizadas em época romana, pelo que provavelmente estará associada ao sítio arqueológico.